# هلگا نیسن ماستهوف
 هلگا نیسن ماستهوف (آلمانی: Helga Niessen Masthoff؛ زادهٔ ۱۱ نوامبر ۱۹۴۱) یک تنیس‌باز اهل آلمان غربی است.